# Карцов, Александр Петрович
Александр Петрович Карцо́в (22 марта (3 апреля) 1817 — 29 ноября (11 декабря) 1875) — российский генерал от инфантерии, генерал-адъютант.

## Биография
Сын адмирала Пётра Кондратьевича Карцова, брат генерала от инфантерии Павла Петровича Карцова и сестры милосердия Елизаветы Петровны Карцовой.
Учился в Павловском кадетском корпусе, затем в Императорской военной академии, где в 1850 году получил кафедру тактики. 
Преподавал тактику великим князьям Михаилу Николаевичу, Николаю Николаевичу и цесаревичу Николаю Александровичу.
В 1854 году Карцов был назначен руководителем дел комитета, обсуждавшего меры по защите берегов Балтийского моря, а в 1855 году — членом-редактором комиссии для улучшения военной части.
С 1860 года принимал участие в военных операциях при покорении Западного Кавказа; занимал должность начальника генерального штаба Кавказской армии, был помощником главнокомандующего той же армии, позже членом военного совета и командующим войсками Харьковского военного округа. Главные военно-литературные труды Карцова: «Тактика» (несколько изданий) и «Обзоры войн» 1812—1813 и Северной.
Состоял в Свите Его Императорского Величества флигель-адъютантом (с 1855 года), генерал-майором (с 1856 года) и генерал-адъютантом (с 1864 года). 
В 1870 году был удостоен чина генерала от инфантерии.
Александр Петрович Карцов умер 29 ноября (11 декабря) 1875 года в городе Харькове.